# Chromis struhsakeri
Chromis struhsakeri là một loài cá biển thuộc chi Chromis trong họ Cá thia. Loài này được mô tả lần đầu tiên vào năm 1973.

## Từ nguyên
Từ định danh struhsakeri được đặt theo tên gọi của đảo Pemba (ngoài khơi Tanzania), nơi mà mẫu định danh của loài cá này được thu thập.

## Phạm vi phân bố và môi trường sống
C. struhsakeri là một loài đặc hữu của quần đảo Hawaii, được quan sát và thu thập ở độ sâu khoảng 85–302 m.

## Mô tả
C. struhsakeri có chiều dài cơ thể lớn nhất được ghi nhận là 13 cm. Loài này có màu nâu sẫm ở đầu và thân sau, vùng thân giữa và bụng có màu trắng. Vây hậu môn, vây đuôi và vây lưng màu vàng; vây bụng có màu trắng. Có đốm trắng trên cuống đuôi, ngay sau gốc vây lưng. Đốm đen trên gốc vây ngực; vây ngực trong suốt.
Số gai ở vây lưng: 13; Số tia vây ở vây lưng: 11–12; Số gai ở vây hậu môn: 2; Số tia vây ở vây hậu môn: 11; Số gai ở vây bụng: 1; Số tia vây ở vây bụng: 5.

## Sinh thái học
Thức ăn của C. struhsakeri là động vật phù du. Cá đực có tập tính bảo vệ và chăm sóc trứng; trứng có độ dính và bám vào nền tổ.